# Turó de Sant Marc

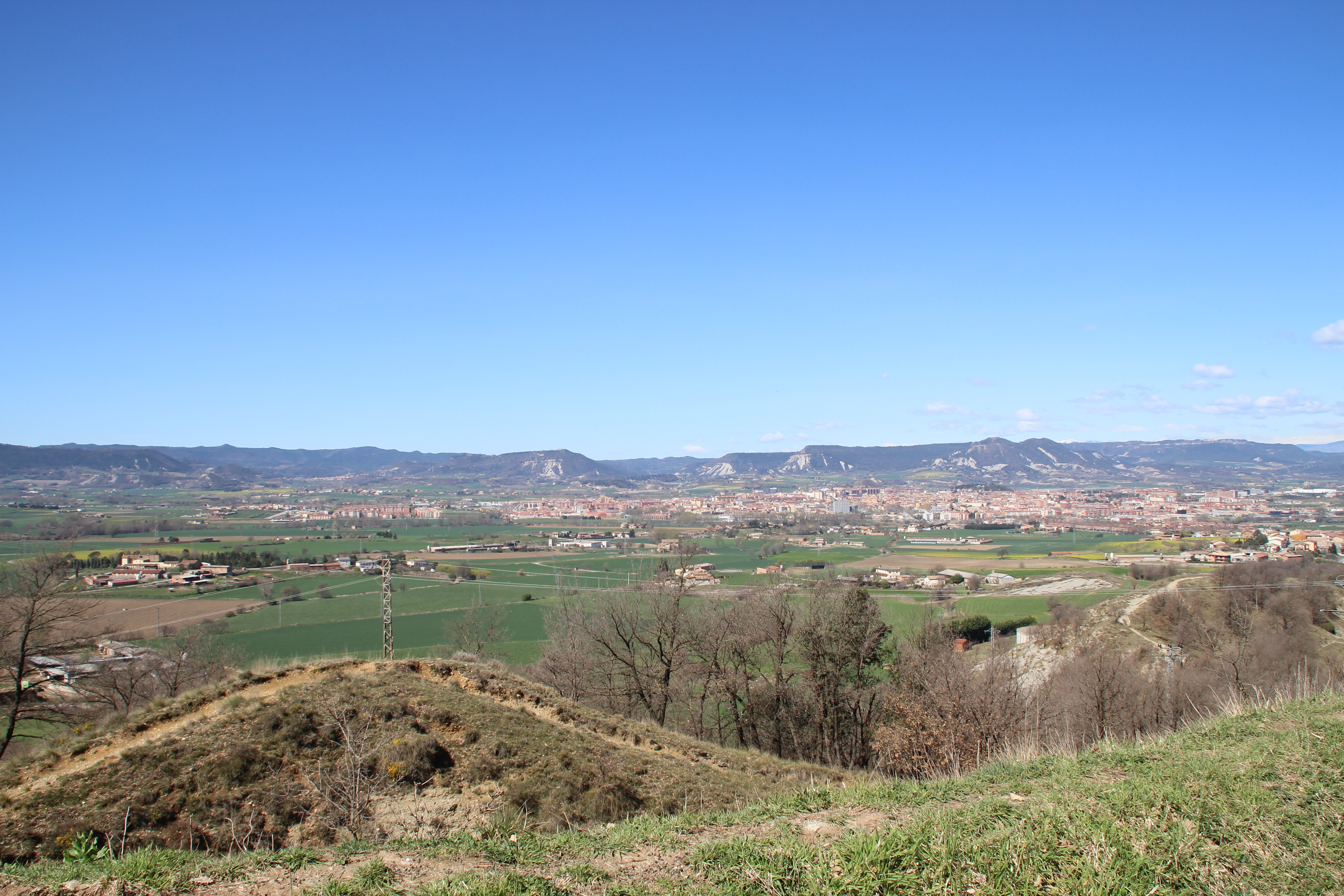
Vistes de Vic des del turó

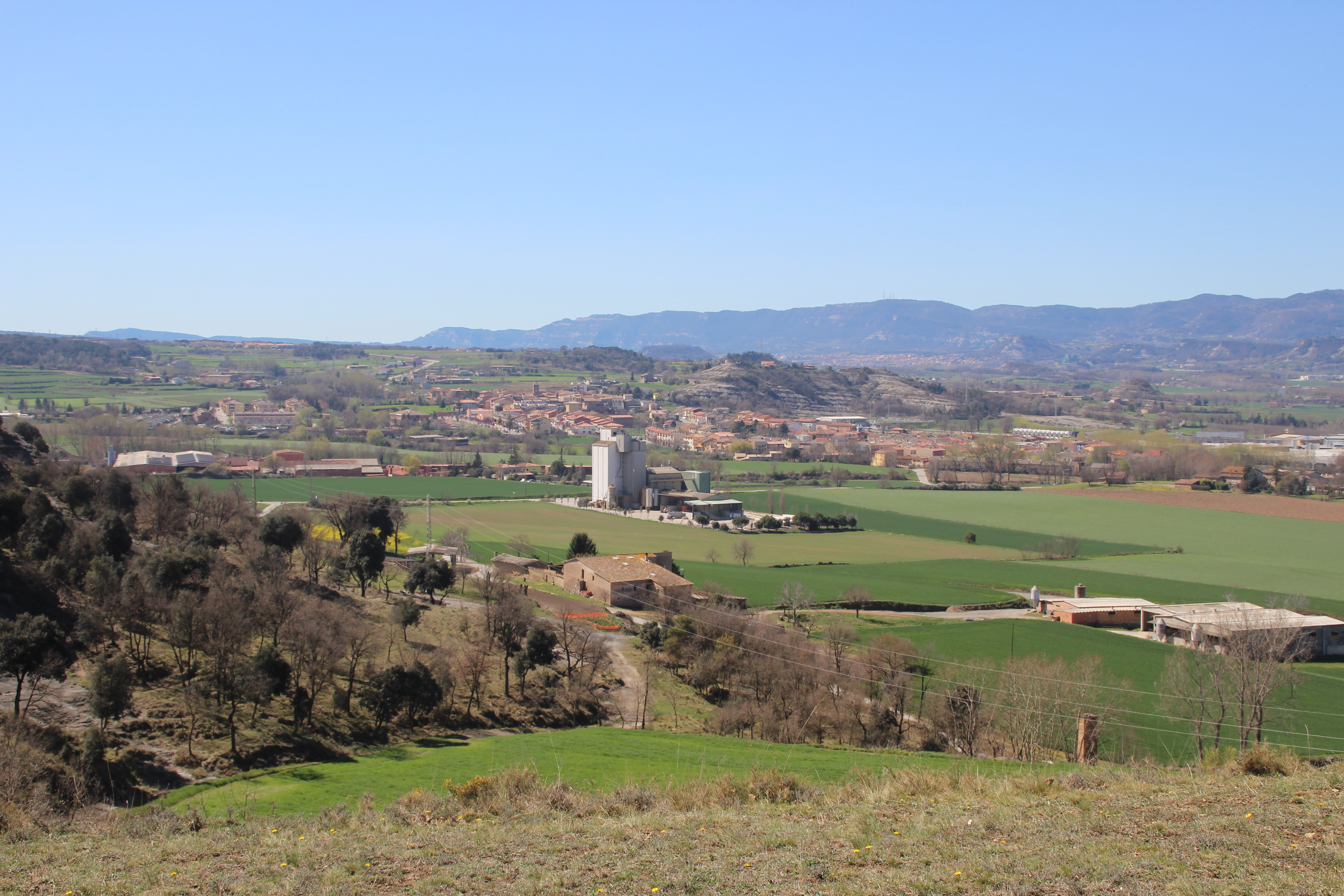
Vistes de Santa Eugènia de Berga des del turó

El turó de Sant Marc es localitza a la comarca d'Osona, concretament a la Plana de Vic. Forma part del terme municipal de Calldetenes de 5,80 km² i que limita amb els municipis de Sant Julià de Vilatorta pel sud-est, Folgueroles pel nord-est, Vic pel nord-oest i Santa Eugènia de Berga pel sud-oest.
El turó té una altitud de 580 metres. Des d'aquest punt en un dia serè i clar es veuen unes vistes magnífiques de la Plana de Vic i els seus municipis.

## Geologia
El turó testimoni és un cim aïllat, no gaire alt, que podem trobar-ne en una plana o depressió. La paraula testimoni ens mostra l'herència d'un nivell que persisteix d'èpoques molt llunyanes i ens explica que existeix un nivell més baix perquè ha estat erosionat en el temps a causa d'uns canvis ambientals. El turó de Sant Marc és un bon exemple. Està format per margues gris - blavoses, popularment "marga de Vic" o "pedra morta", ja que es desfan molt ràpidament. El contacte d'aquestes margues amb l'aigua de pluja fa que el turó tingui un relleu molt aixaragallat.

## Clima i vegetació
El clima que trobem a la zona és del domini mediterrani de muntanya mitjana amb característiques continentals. Hi ha una temperatura mitjana d'uns 10-14 °C. La mitjana de precipitacions anuals passa dels 700mm, on les estacions més plujoses són la primavera i la tardor.
La vegetació que podem trobar al turó de Sant Marc no és gaire abundant. En els vessants del turo trobarem formacions herbàcies i arbustives, un exemple és la farigola. La gran facilitat erosiva limita el creixement de roures martinencs (Quercus humilis), principal domini de la zona, i d'algunes alzines muntanyenques (Quercus ilex); així i tot, podem trobar-n'hi al cim del turó.

## L'ermita
L'ermita de Sant Marc va ser construïda al segle XVI i és documentada des del 1530 quan l'amo de Mas Ponç, el dia 25 de març, va vendre un terreny del costat de l'ermita a Pere de Granollers. Està situada en els límits de la parròquia de Santa Eugènia de Berga i de la de Sant Martí de Riudeperes, per això des del segle xvi fins al XIX va estar mancomunada pels dos rectors. Quan es va construir la parròquia de la Mare de Déu de la Mercè de Calldetenes, 1778, l'ermita de Sant Marc va passar a ser responsabilitat del rector de Calldetenes.
El dia del patró ha estat sempre el 25 d'abril i es realitzava una processó comú a les parròquies de Santa Eugènia de Berga i a la de Sant Martí de Riudeperes, alternança cada any el lloc per a la missa. A més, també es realitzaven pregàries per a temes concrets com la pluja, plagues, etc.
L'ermita ha estat sotmesa des del 1530 a contínues reformes. Unes a causa de l'envelliment de l'edifici, altres per danys causats per pertorbacions climàtiques, el llamp que va destruir la imatge del sant, però que va ser reconstruït el 1960 aprofitant la reconstrucció de les destruccions causades pel període de la Guerra Civil Espanyola (1936 - 1939). Actualment l'ermita no conserva cap element antic. El 1985 es va canviar la porta de ferro, i l'any següent, a l'aplec, es van recollir diners per acabar la reconstrucció. A partir d'aquí s'està recuperant la festivitat. Avui en dia el diumenge més proper al dia de Sant Marc se celebra una missa commemorativa.

## Ruta de Sant Marc
Aquesta ruta es pot realitzar des de diversos punts, com per exemple des del municipi de Calldetenes.
En aquest cas la utilitzarem com a complement de la ruta del romànic o de la dels molins. D'aquesta manera, ja sigui des del molí d'Altarriba o des de Santa Margarida anirem en direcció a la casa d'Altarriba, documentada des de 1175. Des d'Altarriba, podem anar a l'antic camí ral de Sant Julià de Vilatorta, que ens portarà fins a la casa nova de la Sauleda i a la Sauleda, 1282. De la Sauleda ens dirigim cap a una altra casa important d'aquest espai, l'Aymeric, del segle xiii amb una torre fortificada per a controlar el territori i una capella moderna dedicada al Sagrat Cor. Seguint anirem a la casa de Llió i d'aquí passarem cap a mas Ponç. Abans d'arribar a Sant marc passarem per la masia Serra de Sant Marc. Un cop al turó ens trobem amb l'ermita, segle xvi.

## Festivitat
Per l'Oficina de Patrimoni Cultural de la diputació és el 25 de març, Sant Marc.